# Isostola vicina
Isostola vicina là một loài bướm đêm thuộc phân họ Arctiinae, họ Erebidae.